# Зинон (Теодор)
Архимандрит Зино́н (в миру Владимир Михайлович Теодор; 12 октября 1953, Первомайск, Николаевская область, Украинская ССР) — священнослужитель Русской православной церкви, крупный художник-иконописец, теоретик церковного искусства, педагог. Лауреат Государственной премии России (1994).

## Биография
Родился 12 октября 1953 года в городе Первомайске Николаевской области в семье известного чабана, Героя Социалистического Труда Михаила Николаевича Теодора. С детства был приобщён к церкви. По собственным воспоминаниям: «ещё в раннем детстве бабушка водила меня в наш деревянный храм. Я прекрасно помню, как там причащали, какой необычной казалась обстановка — не встречал такой больше нигде: тихо, красиво и необъяснимо таинственно. Даже строгость казалась мне там особой: она усмиряла мальчишеский нрав, но при этом совсем не пугала».
Окончил 8 классов Первомайской средней школы № 4. В 1969 года в возрасте 15 лет поступил в Одесское художественное училище, на отделение живописи. На втором курсе впервые взял в руки Евангелие. По собственным воспоминаниям, «где-то со 2-го курса я понял, что советским художником я не стану, потому что мне это совершенно претило; вообще, вся советская действительность у меня вызывала самое сильное отторжение — во всём». «Начинал с копий старых икон: когда по подлиннику, а больше — по репродукциям. В Одессе, как и в целом на юге, старые иконы — редкость, в церквах их практически нет, а провинциальные музеи весьма бедны и однообразны. Учителей иконописи в те времена не было, и потому технику иконы, каноны, художественные приемы и другие секреты иконописного ремесла приходилось осваивать самостоятельно». Задуманный им дипломный проект, триптих «Андрей Рублёв», не нашёл поддержки у руководителя, потребовавшего сменить тему.
В 1973 году окончил Одесское художественное училище, и ушёл в армию. Проходил военную службу в Одессе, работая по специальности: «Художники в армии всегда нарасхват! Кого мне только не довелось изображать: бравые воины, грозная техника, портреты военачальников. Но даже тогда, тайком, я умудрялся писать иконы».
Демобилизовавшись в 1975 году, выполнял художественные работы в Успенском кафедральном соборе Одессы.
5 сентября 1976 года, в возрасте 23 лет, поступил послушником в Псково-Печерский монастырь, где уже 30 сентября того же года был пострижен в монахи наместником обители архимандритом Гавриилом (Стеблюченко). Через 3 дня был рукоположён в сан иеродиакона, а 8 ноября того же года — в иеромонаха.
Прожил там два с половиной года, затем Патриарх Пимен забрал его в Троице-Сергиеву лавру. В Троицкой лавре отец Зинон написал иконостасы приделов в крипте Успенского собора, создал множество отдельных икон.
Прожив 7 лет в лавре, запросился обратно в более тихий Псков. После первого прошения архимандрита Зинона патриарх отправил его в 1983 году в Даниловский монастырь, где мастер работал ещё год, участвуя в восстановлении и украшении монастыря. Затем его отпустили в Печерский монастырь.
«Еще работая в Даниловом монастыре, архимандрит Зинон приобрёл известность как один из ведущих иконописцев России, и его стали активно приглашать в другие страны — он работал во Франции, в Ново-Валаамском монастыре в Финляндии, в Крестовоздвиженском монастыре Шеветонь в Бельгии, преподавал в иконописной школе в Сериате, в Италии и т. д.»
В начале 1990-х годов архимандрит Зинон получил известность как сторонник обновления православного богослужения, в частности замены церковнославянского языка в богослужении. Подписал Обращение от 10 апреля 1994 года с призывом к дискуссии по вопросу богослужебного уклада.
Является членом попечительского совета Свято-Филаретовского православно-христианского института, созданного священником Георгием Кочетковым.
По словам протоиерея Павла Адельгейма:

Отец Зинон был замечательным мастером иконописи. Как все талантливые люди, он был одарён не только живописным даром. Он хорошо говорит, умеет увлечь собеседника силой мысли и глубиной видения проблемы, изложенной сильным и красивым голосом. Начитан и эрудирован. Несколько раз он приходил в нашу школу, беседовал с учителями. Они были в восторге от этих встреч. Все его работы удивительно органичны и цельны. Он построил несколько храмов. В каждом из них архитектура органично сочетается с интерьером и живописью. Каждая деталь тщательно продумана и занимает принадлежащее ей место. О качестве икон я не буду говорить. Они совершенны.

### Инцидент в Мирожской иконописной школе
Был главой иконописной школы Мирожского монастыря Пскова с момента её передачи Русской православной церкви в 1994 году под условием, что там должна быть создана школа. Братство восстановило надвратную церковь во имя святого Стефана Первомученика (1996), в ней совершались богослужения. Зинон создал здесь оригинальный каменный иконостас и написал для него образы Спасителя, Богородицы и святых в медальонах.
Школа оказалась в центре церковной дискуссии, когда Зинон разрешил католическому протоиерею Романо Скальфи, президенту Центра «Христианская Россия» из Италии, отслужить мессу в неосвящённой часовне Спасо-Преображенского Мирожского монастыря, а в конце литургии причастился вместе с католиками, чего не дозволяют православные каноны.
В 1996 году киностудия «Леннаучфильм» сняла научно-популярный фильм «Лик», посвящённый деятельности архимандрита Зинона (режиссёр — Валентина Матвеева, оператор — Виктор Петров)
Указом № 880 от 28 ноября 1996 года архиепископ Псковский и Великолукский Евсевий (Саввин) наложил прещения на иконописца и монахов монастыря Иоанна и Павла. «Я ему заявил, что раз он действует в нарушение своей присяги и не советуется с правящим епископом, то я не могу считать его клириком своей епархии. Виной всему — гордость», — пояснил своё решение архиепископ Евсевий. Архимандрит Зинон неоднократно подчеркивал, что терпеливо будет ждать, когда запрет будет отменён. Школу возглавил отец Алипий, у которого и обучались псковские художники. Около 2001 года в связи с отъездом отца Алипия художники покинули школу.

### Дальнейшая жизнь
Поселившись после наложения прещения в деревне Гверстонь, расположенной на границе Псковской области с Эстонией, под руководством иконописца, небольшая община, куда входил в том числе и монах Павел (Бесчасный), сложившаяся вокруг архимандрита Зинона, в течение 5 лет построила небольшой каменный храм в романском стиле. Также были оборудованы столярная мастерская и мастерская иконописца.
21 декабря 2001 года патриарх Алексий II подписал указ о снятии прещений, наложенных на архимандрита Зинона. Но возвращение отца Зинона в обитель не состоялось, как не смогли продолжить работу над иконами в стенах монастыря и художники. Им сообщили, что прием православных мирян для обучения иконописи прекращен. В начале февраля 2002 г. о. Зинон получил официальный документ из РПЦ МП о снятии с него всех дисциплинарных прещений — и прежде всего запрета на священническое служение, наложенного архиепископом Псковским и Великолукским Евсевием (Саввиным).
В 2005 году Портал-Credo.Ru писал о «фактическом запрете известного иконописца иеромонаха Зинона (Теодора), который не может официально выезжать из построенного им монастыря с иконописными мастерскими в деревне Гверстонь; о запрете в служении священника Владимира Андреева, единственная вина которого состояла в том, что он выразил в обращении на имя главы епархии РПЦ МП своё несогласие с преследованием отца Зинона». (В 1997 году псковский священник Владимир Андреев был выведен за штат с формулировкой «за порицание архиерея»).
Летом 2005 года отец Зинон выехал в Австрию, где намеревался провести около трёх лет. Два монаха, проживающие в отведённом под монастырь домике в деревне Гверстонь Псковской области, а также небольшая община, сложившаяся вокруг отца Зинона, остались предоставлены сами себе. В 2006—2008 году под его руководством выполнены росписи Никольского собора в Вене.
В 2008 году отец Зинон работал в греческом монастыре Симонопетра на Афоне, где расписывал храм.

### Отношение к работам мастера
24 сентября 2008 года «Псковская губерния» опубликовала статью Елены Ширяевой «Беседы без иконописца. Псковская епархия хранит тайну: кто, где и как „реставрирует“ иконостас работы архимандрита Зинона из Серафимовского придела Троицкого собора». В частности, она писала: «Если подтвердятся худшие опасения тех, кто тревожится за судьбу иконостаса Серафимовского придела, то запечатленная в книге пятнадцать лет назад псковская иконопись отца Зинона останется единственным свидетельством того, что эти иконы были».
5 ноября 2008 года в малом зале Псковского областного Собрания депутатов состоялся «круглый стол», на котором обсуждался вопрос о постановке на государственную охрану икон работы архимандрита Зинона. По решению участников «круглого стола», государственный комитет Псковской области по культуре приступил к формированию экспертной комиссии по оценке иконописного наследия архимандрита Зинона — с целью дальнейшей постановки его наследия под государственную охрану. Представители епархии это собрание проигнорировали. Доступа к иконам экспертная комиссия так и не получила. 15 января 2009 года Серафимовский придел открылся, и стало возможным увидеть иконостас. Он оказался «поновленным» — то есть записанным заново, живопись отца Зинона оказалась уничтоженной. Такое поновление связывают со стремлением главы епархии искоренить память о наказанном иконописце. 

## Творчество
Ранние работы Зинона (1970 — нач. 1980-х гг.) выполнены в традициях древнерусской иконописи XV — нач. XVI веков, заметно влияние монахини-иконописицы Иулиании (Соколовой). В середине 1980-х годов Зинон, изучая псковскую иконопись XIV—XV вв., стал использовать в своих работах образы домонгольской русской живописи и византийские традиции. С середины 1990-х годов он обратился к раннехристианскому искусству Рима, Синая, Равенны.
Кроме темперной живописи Зинон работает в технике мозаики и энкаустики. Занимается проектированием храмов, эскизов утвари и облачений, оформлением книг.
Архимандрит Зинон считается одним из продолжателей византийских традиций иконописания.
Когда ко мне приезжают и изъявляют желание овладеть церковным искусством, я говорю, что в наше время этому нужно учиться самое малое пятнадцать лет, независимо от уровня художественной подготовки, — говорит архимандрит Зинон. — Художник, у которого деньги на первом месте, уже не художник.

### Работы
- Данилов монастырь: иконостас в традициях XV—XVI веков для храма Отцов Семи Вселенских соборов (нижний Покровский придел)[17].
- В 1985 году расписывал церковь святой Параскевы Пятницы во Владимирской области.
- в Псково-Печерском монастыре: им были созданы иконостасы храмов преподобномученика Корнилия (1985 год), Покрова над Успенским собором (1990 год) и Печерских святых на горке (1989—1991 годы)[3].
- В 1988 году о. Зинон написал для древнего Троицкого собора Пскова иконостас нижнего храма, освященного во имя преподобного Серафима Саровского.
- Участвовал в росписи трапезной Ново-Валаамского монастыря в Финляндии
- в Крестовоздвиженском монастыре Шеветонь в Бельгии (Аббатство Шеветонь)
- церковь св. Стефана в Мирожском монастыре
- роспись храма во имя преподобного Сергия Радонежского на подмосковной станции «Семхоз», воздвигнутого в память убитого в этом месте Александра Меня. Зинон расписывал храм в течение двух лет[12].
- роспись Никольского собора в Вене, Австрия[18].
- росписи в монастыре Симонопетра на Афоне.
- нижний храм Феодоровского собора в Санкт-Петербурге[19].
- Храм Преображения Господня и иконописная школа в Сериате, Италия[20].

### Выставки
- Русская икона конца XX — начала XXI в. (Псков, 2003)[9]
- Современные иконописцы России (Москва, 10 декабря 2015 − 19 января 2016)[21].

## Публикации
статьи
- Икона в литургическом возрождении // Памятники Отечества. 1992. — № 2/3 (26/27): Быль монастырская. — С. 57-63.
- Об иконе // Русская провинция. — Новгород, 1993. — № 1. — С. 71-74.
- Икона рождается из Литургии // Христианос. — Рига, 1995. — Вып. 5. — С. 140—160.
- Слово на литургии после чтения Апостола в храме Успения Пресвятой Богородицы в Печатниках 21 мая 1995 года // Православная община. 1995. — № 28. — С. 3-4.
- Имя его всегда произносится с почтением // Архимандрит Алипий: Человек, художник, воин, игумен. — М.: [б. и.], 2004. — С. 411—414.

книги
- Современная православная икона: [альбом репродукций] / Автор и сост. С. В. Тимченко. — Москва: Ключ, 1993. — 224 с. — ISBN 5-7082-0020-0
- Беседы иконописца. — Н. Новгород: Рус. провинция, 1993. — 64 с. — ISBN 5-87266-009-X.
  - Беседы иконописца. — 3-е. изд. перераб. и доп. — Рига: ФИАМ, 1997. — 63 с.
  - Беседы иконописца / авт. предисл. С. С. Аверинцев. — Издание третье, переработанное и дополненное. — Санкт-Петербург: Библиополис, 2003. — 145 с.
  - Беседе иконописца / са рус. прев.: Мариjа Дабетић. — Крагуjевац: Каленић, 2010. — 105 с. — (Едициjа: Зограф).
  - Беседы иконописца. — Санкт-Петербург : Библиополис, 2017. — 149 с.
- À propos de l’Icône et de l'Église. — La Prade, 1994.
- ΑΝΑΣΤΑΣΙΣ: Подлинная история украшения нижнего храма собора Феодоровской иконы Божией Матери, рассказанная участниками и очевидцами событий / авт.-сост. А. Сорокин, авт.-сост. А. Зимин; авт. текста: И. К. Языкова, архим. Зинон (Теодор); Приход храма Феодоровской иконы Божией Матери. — СПб.: НП-Принт, 2013. — 172 с. — ISBN 978-5-905942-39-6

интервью
- По рецептам древних // «Российская газета», 14 мая 2009
- Свет и тени церковной эстетики // pravmir.ru, 2 января 2011